# Piedmont (Virgínia Ocidental)
Piedmont é uma cidade  localizada no estado norte-americano de Virgínia Ocidental, no Condado de Mineral.

## Demografia
Segundo o censo norte-americano de 2000, a sua população era de 1014 habitantes.
Em 2006, foi estimada uma população de 935, um decréscimo de 79 (-7.8%).

## Geografia
De acordo com o United States Census Bureau tem uma área de
1,1 km², dos quais 1,1 km² cobertos por terra e 0,0 km² cobertos por água.

## Localidades na vizinhança
O diagrama seguinte representa as localidades num raio de 12 km ao redor de Piedmont.